# سادا (مجارستان)
سادا (به مجاری:  Szada) یک منطقهٔ مسکونی در مجارستان است که در ناحیه گودوللو واقع شده‌است. سادا ۱۶٫۶۹ کیلومتر مربع مساحت و ۵٬۲۲۵ نفر جمعیت دارد.